# Kulturåret 1757

## Födda
- 16 februari – Julian Ursyn Niemcewicz (död 1841), polsk författare.
- 6 mars – Louis de Fontanes (död 1821), fransk statsman och skald.
- 16 mars – Bengt Lidner (död 1793), svensk skald.
- 22 april – Josef Maria Grassi (död 1838), österrikisk konstnär.
- 14 juli – Anders Fredrik Skjöldebrand (död 1834), svenskt statsråd och ledamot av Svenska Akademien.
- 13 augusti – James Gillray (död 1815), engelsk karikatyrtecknare och kopparstickare.
- 10 oktober – Erik Acharius (död 1819), svensk botanist, läkare, naturforskare och tecknare.
- 1 november – Antonio Canova (död 1822), italiensk skulptör.
- 9 november – Karl Wilhelm Kolbe d.ä. (död 1835), tysk kopparstickare.
- 28 november – William Blake (död 1827), brittisk poet, mystiker, konstnär och publicist.

## Avlidna
- 9 januari – Bernard le Bovier de Fontenelle (född 1657), fransk författare.
- 30 mars – Niels Brorson (född 1690), dansk präst och psalmdiktare.
- 15 april – Rosalba Carriera (född 1675), italiensk pastellmålare.
- 23 juli – Domenico Scarlatti (född 1685), italiensk tonsättare.
- 5 augusti – Antoine Pesne (född 1683), fransk målare.
- 3 september – Anna Catharina Materna (född 1731), dansk skådespelare och pjäsförfattare.
- 11 december – Colley Cibber (född 1671), engelsk skådespelare, teaterledare och komediförfattare.
- 15 december – John Dyer (född 1699), walesisk poet som skrev på engelska.